# Бурчак (Василівський район)
Бурча́к — село в Україні, у Михайлівській селищній громаді Василівського району Запорізької області. Населення становить 1644 осіб. До 2020 року орган місцевого самоврядування — Бурчацька сільська рада.

## Географія
Село Бурчак розташоване за 5 км від села Любимівка та міста Василівка. Селом тече пересихаючий струмок з загатою. Поруч пролягають автошлях територіального значення  Т 0818 та залізниця, станція Бурчацьк.

## Історія
Село Бурчак засноване у 1814 році вихідцями з сусіднього села Михайлівки. На місці сучасного села колись були сторожові вежі ногайських поселень Карачекрак і Самис.
У 1874 році поблизу села прокладена залізниця, на якій через два роки виникла залізнична станція, яка отримала назву Бурчацьк.
З 7 березня 1923 року село перебувало в складі Михайлівського району.
Село Бурчак раніше відоме своїми квітучими садами. Тоді, роботи у селі вистачало всім, сюди приїздили працювати навіть з найближчих селищ. Час розквіту села припав на 1970-ті роки. Саме тоді висока родючість бурчацьких земель привернула увагу радянської влади. Одразу був створений радгосп «Червоний фронт» і закладено понад 800 гектарів садів, де працювало майже все населення Бурчака. Були збудовані олійниця, пекарня, фруктова сушарка, маслоцех та приміщення з холодильними камерами. Паралельно розвивалось сільське господарство. Пізніше провели газопровід, зробили дороги, а ще збудували баню та більярдну — не кожне село могло похвалитись такою інфраструктурою. Радгосп-мільйонер щороку з одного гектару давав 46 центнерів зернових, 300 центнерів яблук, 100 центнерів черешні. Саджанців вирощували по 200 тисяч одиниць.
Акціонерами стали мешканці села, а контрольний пакет акцій опинився у колишнього директора радгоспу «Червоний фронт» Віктора Шлеєнка. Саме він і перепродав сади дніпровським бізнесменам. Якщо 1970-ті роки місцеві називають часом розквіту, то 2006 рік — назавжди залишиться у пам'яті жителів як рік, коли все закінчилось. Більшу частину садів повирубували, а допоміжні підприємства закрили. За словами односельців, у колишнього директора радгоспу «Червоний фронт» Віктора Шлеєнка нещодавно стався інсульт. Нині тяжко хворіє і село Бурчак, без колишніх розкішних садів та підприємств, потроху почало гинути. Молодь від безробіття тікає у місто, старі залишаються вдома, виживаючи лише за рахунок домашнього господарства.
У 2014 році у Бурчацьких садів з'явився ще один господар. Колишній, що довів територію до занепаду, вирішив позбутися підприємства, яке не давало прибутку. Нові власники оцінили родючість Бурчацької землі і спробують відновити господарство.
14 грудня 2017 року, в ході децентралізації, село увійшло до складу Михайлівської селищної громади.
12 червня 2020 року, відповідно до розпорядження Кабінету Міністрів України № 713-р «Про визначення адміністративних центрів та затвердження територій територіальних громад Запорізької області», село увійшло до складу Михайлівської селищної громади.
19 липня 2020 року, в результаті адміністративно-територіальної реформи і ліквідації Михайлівського району, село увійшло до складу Василівського району.

## Населення
Згідно з переписом УРСР 1989 року чисельність наявного населення села становила 1653 особи, з яких 747 чоловіків та 906 жінок.
За переписом населення України 2001 року в селі мешкало 1645 осіб.

### Мова
Розподіл населення за рідною мовою за даними перепису 2001 року:
| Мова       | Відсоток |
| ---------- | -------- |
| українська | 90,27 %  |
| російська  | 9,25 %   |
| циганська  | 0,36 %   |
| білоруська | 0,06 %   |
| молдовська | 0,06 %   |

## Економіка
- ТОВ «Бурчак», агрофірма

## Об'єкти соціальної сфери
- Школа.
- Дитячий садочок.
- Будинок культури.
- Амбулаторія.

## Особистості
Уродженці села:
- Бережний Микола Миколайович — український науковець-металург, доктор технічних наук, професор.
- Лещенко Микола Ничипорович — український історик.
- Носаль Євдокія Іванівна — Герой Радянського Союзу.